# ヨハン・シュトラウス3世
ヨハン・シュトラウス3世（ドイツ語: Johann Strauss III. (Enkel), 1866年2月16日 - 1939年1月9日）は、オーストリアのウィーンおよびドイツのベルリンを中心に活動した指揮者・作曲家。
ポルカ『テープは切られた』で知られるエドゥアルト・シュトラウス1世の長男である。また、ワルツ王ヨハン・シュトラウス2世とヨーゼフ・シュトラウスの甥、ヨハン・シュトラウス1世の孫、エドゥアルト・シュトラウス2世の伯父にあたる。（シュトラウス家も参照）

## 概要
もっぱらセミ・クラシックの指揮者として知られるが、当初は主に作曲家として活動した。彼の作品としては、ワルツ『世界は勇者のもの』（作品25）や『戴冠式のワルツ』（作品40）などが比較的よく知られている。今のところシュトラウス・ファミリー最後の作曲家である。
なお、毎年元日に開かれるウィーン・フィルハーモニー管弦楽団によるニューイヤーコンサートは、ヨハン・シュトラウス一族の楽曲を主として演奏することで知られるが、これまでにヨハン3世の楽曲が演奏されたことはない。（ちなみに、父のエドゥアルトも父や兄たちに比べて同コンサートへの作品の登場が遅く、ヨーゼフ・ランナーの作品よりも遅い1964年にようやく取り上げられた。）

## 生涯

### 前半生

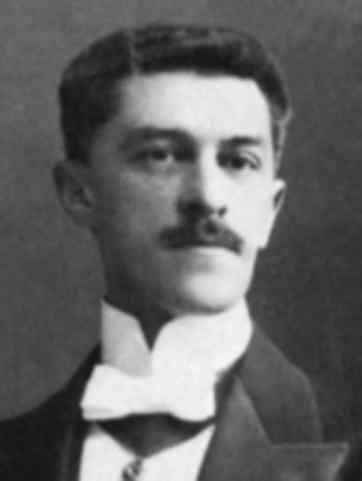
ヨハン3世（撮影時期不明、ただし確実に1900年以前）

1866年2月16日、エドゥアルト・シュトラウス1世とその妻マリア・クレンカールトの長男としてウィーンで誕生する。父エドゥアルトからは音楽家となることを望まれなかったが、幼い頃からピアノとヴァイオリンを教えられ、のちにナウラナル教授のもとで音楽理論を学んだ。
1876年から1884年までの8年間、伯父ヨハン2世やヨーゼフと同じくショッテン・ギムナジウムに通った。1894年から3年と3ヶ月の間には、母マリアや弟ヨーゼフとともに総額73万8600クローネという父の莫大な財産を浪費し、父を財政破綻にまで追い込んでしまったこともある。
ウィーン大学でわずかな期間だけ法律を学んで退学した後、オーストリア帝国文部省に会計士として勤めた。そこそこの昇進はしたが、シュトラウス家に生まれたヨハン3世はかねてから音楽家としての生活に多大な関心を抱いていた。父のエドゥアルトは「兄は私の息子について口出ししたことはなかった」と否定しているが、後年にヨハン3世はこのように回想している。
| 「 | 私の血には音楽が流れていた。私は散文的なお役所仕事から足を洗うことにあこがれていた。私の音楽への執心を特に理解してくれたのは、父方の伯父のヨハンだった。彼は作曲家たらんとする私の努力を監督してくれ、彼のオーケストラ曲をピアノ用に私に書き写させたり、あらゆる方法で私の音楽の勉強を力づけてくれた。 | 」 |

### 音楽家生活

#### オペレッタ『猫と鼠』

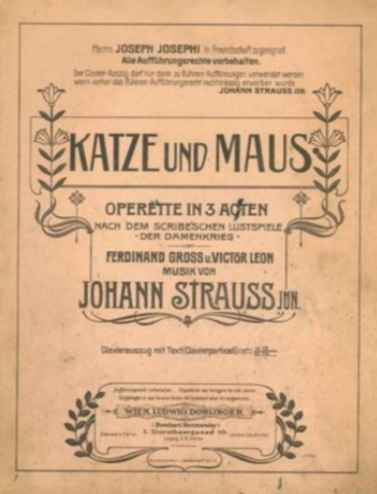
オペレッタ『猫と鼠』曲譜

1898年の初め、ヨハン3世は三幕のオペレッタ『猫と鼠』の作曲に取りかかった。オペレッタの台本に強い印象を持った伯父ヨハン2世は、弟エドゥアルトに宛ててこう書いた。「台本は優れていると思う。私も何年もの間、良い台本を探していたのだが、駄目だった。ヨハン3世は私よりも運に恵まれている。彼のまさしく最初の（たぶん最後の）オペレッタは大成功だよ。」
1898年12月23日、『猫と鼠』はアン・デア・ウィーン劇場で初演された。演出・配役・台本いずれも大好評だったが、作曲家の貢献度についての評価はさまざまであった。地味ながらも楽しい旋律が詰まっていることは認められたが、特に『ノイエ・フライエ・プレッセ』の音楽批評家は、次のように不満を述べた。
ヨハン3世自身もこうした批判があることは知っており、1899年1月6日に友人にこう手紙を書いている。「とにもかくにも14回の公演が持てたのは、ひとえにすぐれた制作のおかげと感謝するしかありません。」オペレッタの劇中に登場した旋律から作品9までが生み出され、初演と同時にピアノ譜やオーケストラ譜が出版された。
1899年、ヨハン3世は文部省を退職して音楽に専念することにした。しかし、デビューしてからわずか半年後の同年6月3日に伯父ヨハン2世が死去し、ヨハン3世は「ワルツ王」という最大の後ろ盾を失ってしまった。1901年には父エドゥアルトも引退を表明する。

#### 初期、作曲と演奏旅行

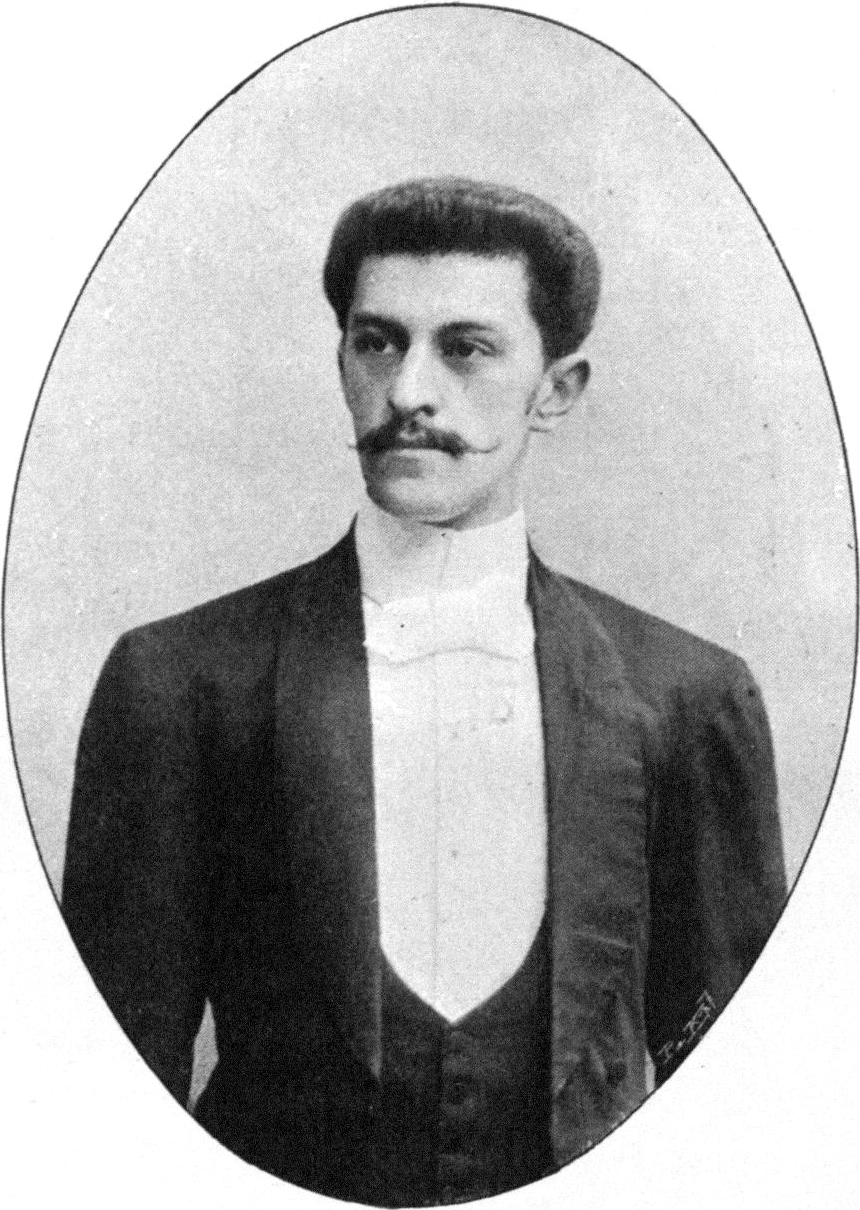
ヨハン3世（1900年7月19日）

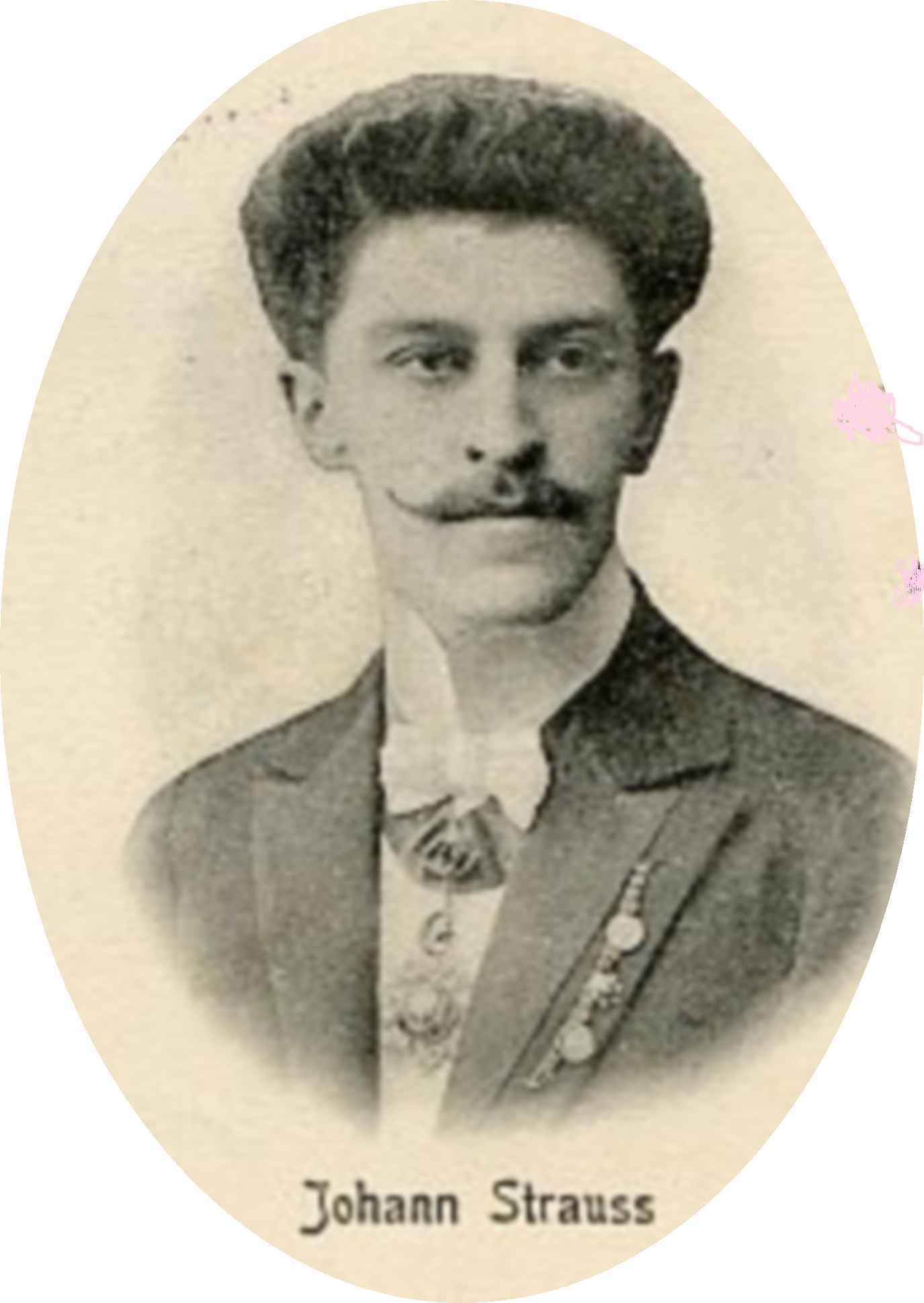
ヨハン3世（1900年ごろ撮影）

20世紀初頭まで、ヨハン3世は精力的に作曲活動に励んだ。1900年2月12日、ブダペストで自作のワルツ『ウィーンからの挨拶』（作品24）とワルツ『世界は勇者のもの』（作品25）を振って、指揮者としてもデビューした。ワルツ『世界は勇者のもの』はかなりの人気が出て、ヨハン3世の代表作となった。同年、オーストリアやドイツを6ヶ月にわたって演奏旅行した。この演奏旅行によって、ワルツ『ウンター・デン・リンデン』（作品30）などが誕生した。
1902年、ルーマニア、ブルガリア、オスマン帝国（アブデュルハミト2世に御前演奏）へ演奏旅行に出掛けた。この際、ソフィアの興行師が5000フランを持って行方をくらまし、ヨハン3世は損害をこうむった。同年、イギリス国王エドワード7世の戴冠式のため、楽団を引き連れてロンドンに渡り、コンサートと夕食会に出る契約をとった。『戴冠式のワルツ』（作品40）を作曲して国王夫妻に献呈したが、国王の急病により戴冠式は延期され、式典参加のキャンセルのために大赤字を出してしまった。この『戴冠式のワルツ』を最後にヨハン3世は作曲をやめ、指揮のほうに活動の場を移していった。

#### 中期、指揮と録音
1907年、妻子とともにベルリンに移住し、以後はそこを活動の中心とした。ヨハン3世とその楽団は、ベルリンを基地としてヨーロッパ中を演奏して回るのが常となった。第一次世界大戦が勃発すると、ドイツのコンサートホールは陸軍病院として徴発され、ヨハン3世は楽団解散に追い込まれた。1915年秋から1916年5月末までは小規模な室内アンサンブルで演奏し、以後は主として客演指揮者として活動するようになった。1916年、父エドゥアルトが死去する少し前にウィーンに戻ったが、2年も経たないうちにまたベルリンに帰った。
「ヨハン・シュトラウス」という大きな名前と大きな遺産の守護者としての自覚から、ヨハン3世は一家の音楽を引き続き活性化させようと努力した。1921年から1925年にかけてのヨハン3世の活動は特に旺盛で、ドイツだけに限定しても187もの違ったオーケストラを指揮した計算になる。ヨーロッパ中を駆け回ったヨハン3世だったが、ジャズの本場であるアメリカへの巡業にはきわめて消極的だった。1914年7月にアメリカ巡業の話が持ち込まれたときも、ヨハン3世はこれを断った。ヨハン3世がアメリカへの演奏旅行を実行したのは、1934年11月になってからのことであった。
| 「 | 黒人音楽への関心がどこへ行っても薄れてきたことは察知できるが、それでも私は、最後のかび菌が消え、私の音楽が大衆でいっぱいになる場を再び確保したと確信できるまでは、ジャズが本場への国へは行かないつもりだ。（1925年の発言） | 」 |

中期のヨハン3世は、積極的に録音活動も行った。1903年4月、ドイツ・グラモフォンからヨハン3世の指揮したシュトラウス一族の作品のレコード8枚が発売された。1909年、トーマス・アルバ・エジソン・ナショナル・フォノグラフ社と専属契約を結び、エジソン・ベルリン・レコーディング・ラボトラリーの相談役・顧問役も務めた。契約を結んでいた3年間、ヨハン3世は自身の管弦楽団とともに158もの蝋管に録音した。彼がこの間に演奏した作品は、シュトラウス一族のものだけではなく、レハール、ワルトトイフェル、リンケ、スッペ、ツィーラー、ベルリオーズ、ショパン、サン＝サーンス、フロトー、オベールなど多岐にわたる。ヨハン3世の今日最も有名なレコードは、1927年にロンドンで作られたコロムビア・レーベルのための18曲の録音である。

#### 後期、国際的名声の確立

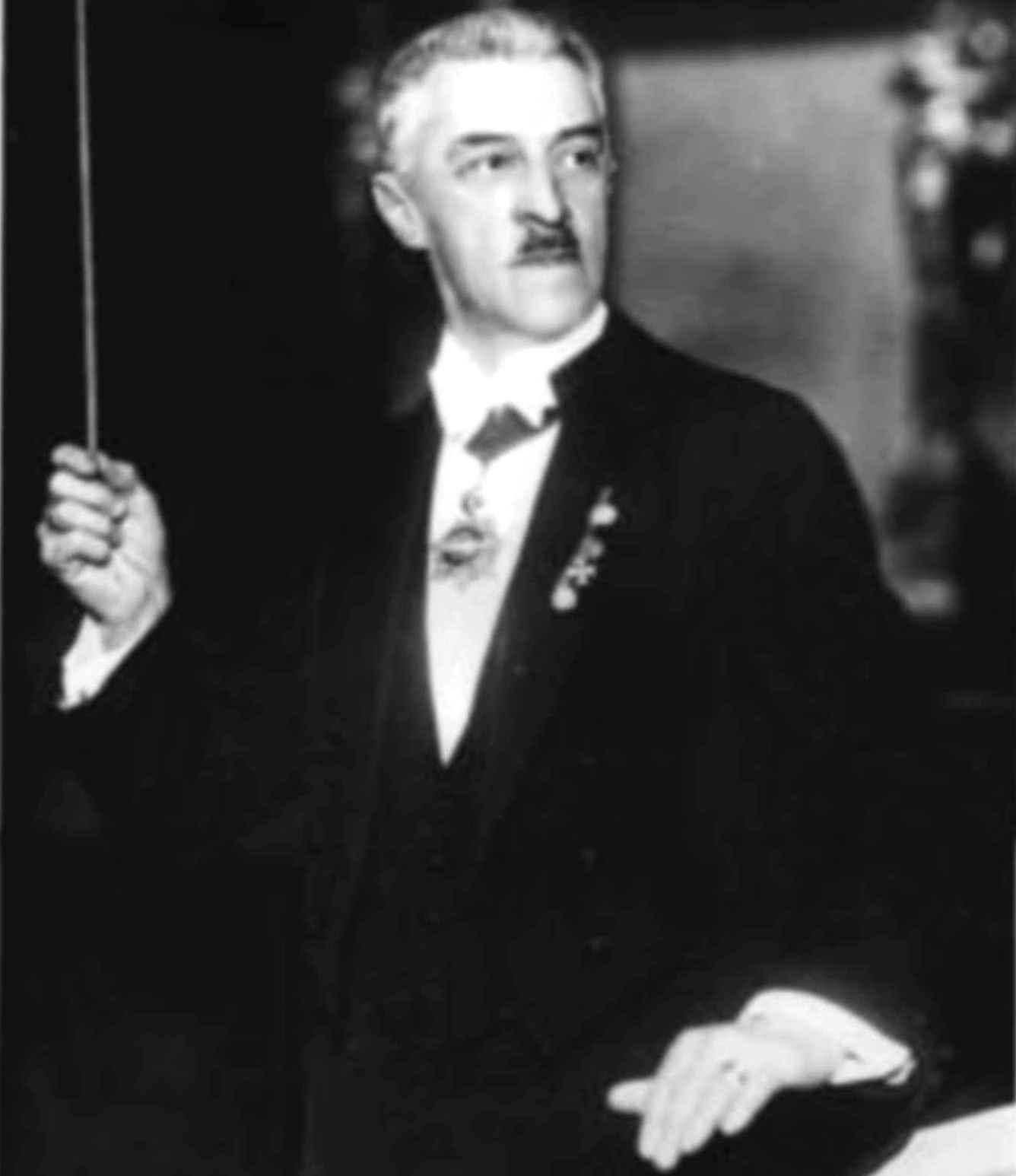
演奏を指揮するヨハン3世（1938年撮影、死の前年）

精力的な演奏旅行とレコーディング活動により、晩年のヨハン3世はその国際的名声と人気を大いに高めた。ヨハン3世自身も指揮者として獲得した高い評価に満足し、1928年1月にウィーンでこう述べている。
| 「 | 私が従事し……全面的に履行し、自身満足している天職は、ウィーンの音楽、なかでも私のすぐの先祖の不滅の音楽を、世界に紹介し、あるべき姿に解釈することです。 | 」 |

1931年8月1日、新しいウィーンの市立スタジアムでの野外コンサートに登場して、800人編成という巨大オーケストラを指揮した。5年後の1936年3月1日には、ウィーン楽友協会での「シュトラウス音楽の夕べ」を指揮し、いくつものヨーロッパ・ラジオ局から放送された。
ナチス・ドイツがオーストリアを併合（アンシュルス）した翌年の1939年1月9日、ヨハン3世はベルリンにおいて72歳で死去した。ヨハン3世の死をもって、祖父ヨハン1世のデビュー以来120年にわたって連綿と続いてきたシュトラウス一家の伝統が途絶えた。ちなみに、有名なウィーンフィル・ニューイヤーコンサートの歴史が始まったのは、偶然にもこの1939年の大晦日のことであった。
かつてヨハン3世がデビューした際に批判記事を載せた『ノイエ・フライエ・プレッセ』は、1939年1月16日付の死亡記事で次のように故人を称賛した。

## 家族
1894年4月17日にマリア・エミリエ・カロリーネ・ホーファー（1867年 - 1939年）と結婚し、妻とのあいだに4人の子女を儲けている。
- ヨハン（1895年 - 1972年）
- エドゥアルト（1897年 - 1897年）
- マリア（1900年 - 1986年）
- アンゲリカ（1901年 - 1979年）

ヨハン3世の没後、甥のエドゥアルト・シュトラウス2世が指揮者としてデビューした。エドゥアルト2世はヨハン3世の子だと解説している書物もいくつか存在するが、ヨハン3世の次男のエドゥアルトは生後まもなく夭逝しているためこれは誤りである。

## 楽曲一覧
| op. | 邦題                                   | 原題                                 | 作曲年 |
| --- | -------------------------------------- | ------------------------------------ | ------ |
| 1   | ワルツ『シルヴィアネン』               | Sylvanien, Walzer                    | 1898   |
| 2   | ワルツ『レオニー』                     | Leonie, Walzer                       | 1898   |
| 3   | フランス風ポルカ『申し分なく』         | Comme il faut                        | 1898   |
| 4   | 『ロココ・ガヴォット』                 | Rococo-Gavotte                       | 1898   |
| 5   | ポルカ・マズルカ『帝国』               | Empire, Polka-Mazur                  | 1898   |
| 6   | ポルカ・シュネル『シュラオ＝シュラオ』 | Schlau-schlau, Polka schnell         | 1898   |
| 7   | 『竜騎兵行進曲』                       | Dragoner-Marsch                      | 1898   |
| 8   | カドリーユ『猫と鼠』                   | Katze und Maus, Quadrille            | 1898   |
| 9   | 『ダンス・パーティ』                   | Musette                              | 1898   |
| 24  | ワルツ『ウィーンからの挨拶』           | Gruss aus Wien, Walzer               | 1900   |
| 25  | ワルツ『世界は勇者のもの』             | Dem Muthigen gehört die Welt, Walzer | 1900   |
| 26  | 『ブダペスト市民のポルカ』             | Budapester-Polka                     | 1900   |
| 27  |                                        | Frisch durch’s Leben, Galop          | 1906   |
| 28  |                                        | Rosige Laune Mazurka                 | 1900   |
| 29  | 行進曲『力を合わせて』                 | Mit vereinten Kräften, Marsch        | 1900   |
| 30  | ワルツ『ウンター・デン・リンデン』     | Unter den Linden, Walzer             | 1900   |
| 31  |                                        | Die Schlittschuhläuferin, Walzer     | 1900   |
| 32  |                                        | Wiener Weisen, Walzer                | 1901   |
| 33  |                                        | Mariana-Valse                        | 1901   |
| 34  | 『ガロップで』                         | Im-Galopp                            | 1902   |
| 35  |                                        | Ludmilla-Mazurka                     | 1902   |
| 36  |                                        | In der Blütezeit, Walzer             | 1902   |
| 37  |                                        | Mit freudigen Herzen, Polka          | 1902   |
| 38  | ワルツ『詩人の恋』                     | Dichterliebe-Walzer                  | 1903   |
| 39  |                                        | Wilhelminen-Walzer                   | 1901   |
| 40  | 『戴冠式のワルツ』                     | Krönungs-Walzer                      | 1902   |

Op.10～23は欠番となっている。
| 作品番号の付いていないもの                       | 作曲年 |
| ------------------------------------------------ | ------ |
| ワルツ『故国を讃えて』（Lob der Heimat, Walzer） | 1936   |
| Redactions-Geheimnisse, Walzer                   |        |
| Concordia-Album, Walzer                          |        |
| Der Reporter, Polka Schnell                      |        |
| Lilly Walzer                                     |        |
| Federleicht, Polka Schnell                       |        |
| Heimlich Liebe, Walzerlied                       |        |